# Wereldkampioenschappen schoonspringen 2017 – tienmetertoren synchroon vrouwen
Het synchroonspringen vanaf de tienmetertoren voor vrouwen tijdens de wereldkampioenschappen schoonspringen 2017 vond plaats op 16 juli 2017 in de Danube Arena in Boedapest.

## Uitslag
Finalisten zijn de eerste 12 genoemde deelnemers, aangegeven met groen.
| Rang   | Land                | Namen                             | Voorronde | Voorronde | Finale        | Finale        |
| Rang   | Land                | Namen                             | Punten    | Rang      | Punten        | Rang          |
| ------ | ------------------- | --------------------------------- | --------- | --------- | ------------- | ------------- |
| Goud   | China               | Ren Qian Si Yajie                 | 334.32    | 1         | 352.56        | 1             |
| Zilver | Noord-Korea         | Kim Mi-rae Kim Kuk-hyang          | 325.62    | 2         | 336.48        | 2             |
| Brons  | Maleisië            | Cheong Jun Hoong Pandelela Rinong | 309.66    | 4         | 328.74        | 3             |
| 4      | Canada              | Meaghan Benfeito Caeli McKay      | 293.22    | 6         | 315.78        | 4             |
| 5      | Australië           | Taneka Kovchenko Melissa Wu       | 311.16    | 3         | 308.10        | 5             |
| 6      | Verenigde Staten    | Tarrin Gilliland Jessica Parratto | 293.70    | 5         | 306.96        | 6             |
| 7      | Verenigd Koninkrijk | Tonia Couch Lois Toulson          | 283.68    | 9         | 300.48        | 7             |
| 8      | Rusland             | Valeria Belova Joelia Timosjinina | 290.04    | 7         | 291.96        | 8             |
| 9      | Mexico              | Gabriela Agúndez Samantha Jiménez | 284.46    | 8         | 290.58        | 9             |
| 10     | Japan               | Matsuri Arai Nana Sasaki          | 280.44    | 10        | 283.32        | 10            |
| 11     | Italië              | Noemi Batki Chiara Pellacani      | 262.50    | 12        | 269.16        | 11            |
| 12     | Oekraïne            | Valeriia Liulko Sofiia Lyskun     | 275.10    | 11        | 265.20        | 12            |
| 13     | Nederland           | Inge Jansen Celine van Duijn      | 262.32    | 13        | Uitgeschakeld | Uitgeschakeld |
| 14     | Zuid-Korea          | Cho Eun-bi Kim Su-ji              | 261.42    | 14        | Uitgeschakeld | Uitgeschakeld |
| 15     | Duitsland           | Christina Wassen Elena Wassen     | 257.94    | 15        | Uitgeschakeld | Uitgeschakeld |
| 16     | Colombia            | Carolina Murillo Daniela Zapata   | 242.64    | 16        | Uitgeschakeld | Uitgeschakeld |